# Heimatmuseum Prien
Das Heimatmuseum Prien (Eigenschreibweise: heimatMuseum Prien) in der bayerischen Marktgemeinde Prien am Chiemsee bezeichnet sich auch als Das Museum des westlichen Chiemgaus. Es zeigt Exponate zur Geschichte und Kunstgeschichte der Region.

## Geschichte
Die Initiative zur Museumsgründung ging vom Apothekerbesitzer Paul Weinhart (1864–1925) und Hauptlehrer Lorenz Hartinger (1865–1921) aus. Weinhart wurde Leiter des Museums und finanzieller Förderer. Die Initiatoren wurden von ihren Frauen unterstützt. 2013 bezeichnete Zweite Bürgermeisterin Renate Hof die Schenkungen der 1911 aufgelösten Künstlergruppe „Bären und Löwen“ als „[…] endgültigen Anstoß, das Heimatmuseum 1913 zu gründen.“ Vor der Gründung wurden zunächst die umliegenden Gemeinden besucht, um monetäre Spenden und Exponate zu sammeln. Die Spendenfreudigkeit der Bevölkerung war groß. Das erste Inventarbuch vom 22. Februar 1913 verzeichnete bereits 1500 Exponate. Therese von Bayern, Tochter des Prinzregenten Luitpold, stiftete den Jagdhut ihres Vaters mit Zigarre und Votivmedaille, was in der Presse Beachtung fand.
Einstweilen wurde die Sammlung in einem Raum, alsbald in drei Zimmern des Schulhauses von 1877 untergebracht. Noch unter dem Namen „Museum Prien“ wurde am 17. Juli 1913 das Museum feierlich der Gemeinde Prien übergeben, fünf Tage später für den Besuch freigegeben. Bereits einige Tage zuvor besuchten königliche Hoheiten die Ausstellung. Das Museum erfreute sich bei der Bevölkerung großer Beliebtheit.

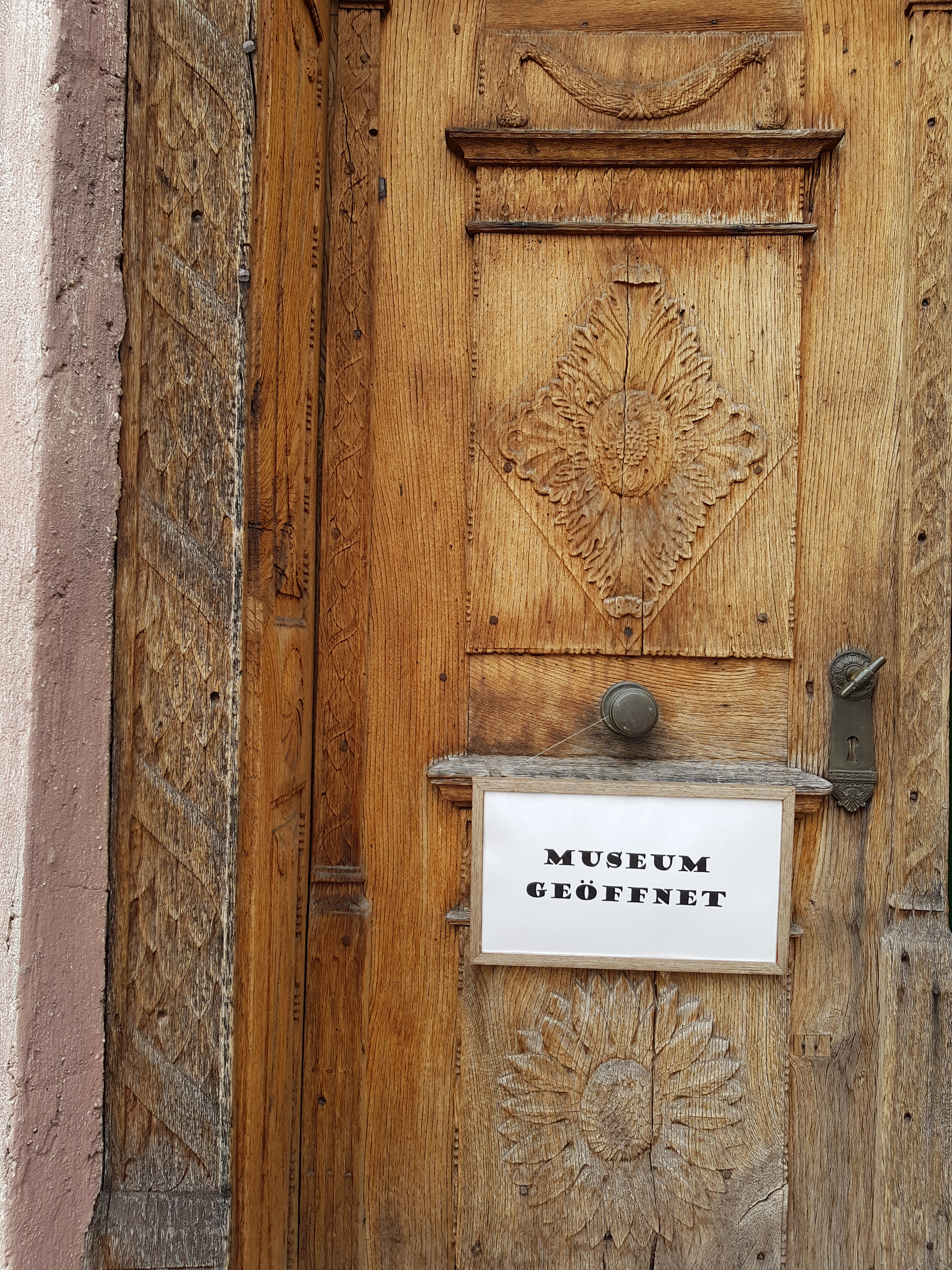
Original erhaltene Eingangstür von 1837

Nach dem Tode Weinharts 1925 übernahm Oberpostmeister Wilhelm Meyer die Betreuung des Museums, unterstützt von Hauptlehrerin Antoine Büttner und Benedikt Kronast. Die Forderung nach größeren Räumen blieb nicht erhört. Das Gebäude wurde zunehmend für politische Zwecke benötigt. 1936 musste die Sammlung komplett in Speicher, Schuppen, Privathäuser ausgelagert werden. Noch im selben Jahr wurde der Neubau eines Museums vom Gemeinderat beschlossen, jedoch nie umgesetzt. 1938 begann die Herrichtung des Kistleranwesens „Beim Mayrpaul“ von 1837, um das Museum aufzunehmen. Viele der Böden und hölzernen Innenausbauten, wie zum Beispiel Bänke und Türen, sind auch heute noch original erhalten.

Mit dem Beginn des Zweiten Weltkriegs wurden die Mittel knapp. Dennoch konnte es am 5. Dezember 1942 offiziell eröffnet werden, nun unter dem Namen „Heimatmuseum“. Die Feier fand aus Platzgründen allerdings im Schulhaus statt. Am 24. Februar 1943 wurde das Haus für Besucher freigegeben. Das Museum musste bald abermals geräumt werden, um Wohnraum für Flüchtlinge und Ausgebombte zu schaffen. Die amerikanischen Besatzungstruppen beschlagnahmten die Waffensammlung.
Am 27. November 1949 wurde das Museum im Parterre des Gebäudes neuerlich eröffnet. Ausbauarbeiten konnten nicht umgesetzt werden. Im Jahr 1951 zählte man lediglich 150 Besucher. 1960 bis 1964 fanden  gründliche Renovierungsarbeiten statt. Das Landesamt für Denkmalpflege entschied eine historisch korrekte Renovierung durchzuführen. Die Chiemgau-Zeitung rief am 3. Juni 1963 die Bevölkerung unter der Überschrift: „Ein Bollwerk gegen den Ausverkauf der Heimat“ zu Spenden auf. Der Umbau dauerte 33 Monate. Das Durchschnittsalter der Helfer betrug 72 Jahre. Das Museum wurde auf 18 Räume erweitert. Da der ehemalige Tischler in seinem Haus auch Angestellte untergebracht hatte, befanden sich im Obergeschoss viele kleine Zimmer, die der Abgrenzung der verschiedenen Museumssammlungen auch heute noch zugutekommen. Am 20. Juni 1964 wurde das Museum im Rahmen der Priener Heimatwochen nochmals eröffnet. Kurator war Gewerbebeschuldirektor a. D. Prechtl.
Mitte der 1970er-Jahre wurden die Umbauarbeiten fortgesetzt. Die Besucherzahl stieg auf jährlich 5000 Personen. 1977 wurde der erste Museumsführer verfasst. Die Besucherzahl stieg Mitte der 1980er-Jahre auf jährlich bis zu 10.000 Personen.
Museumsleiter waren (mit Namen ihrer Tätigkeit): Paul Weinhart (1913–1925), Wilhelm Meyer (1925–1958), Georg Prechtl (1958–1962), F. Siebert (1962–1964), Adolf von Bomhard (1964–1966), Erwin Mrotzek (1966–1972), Peter Donauer (1973–1999), Karl-J. Aß (seit 2000).

## Ausstellungen

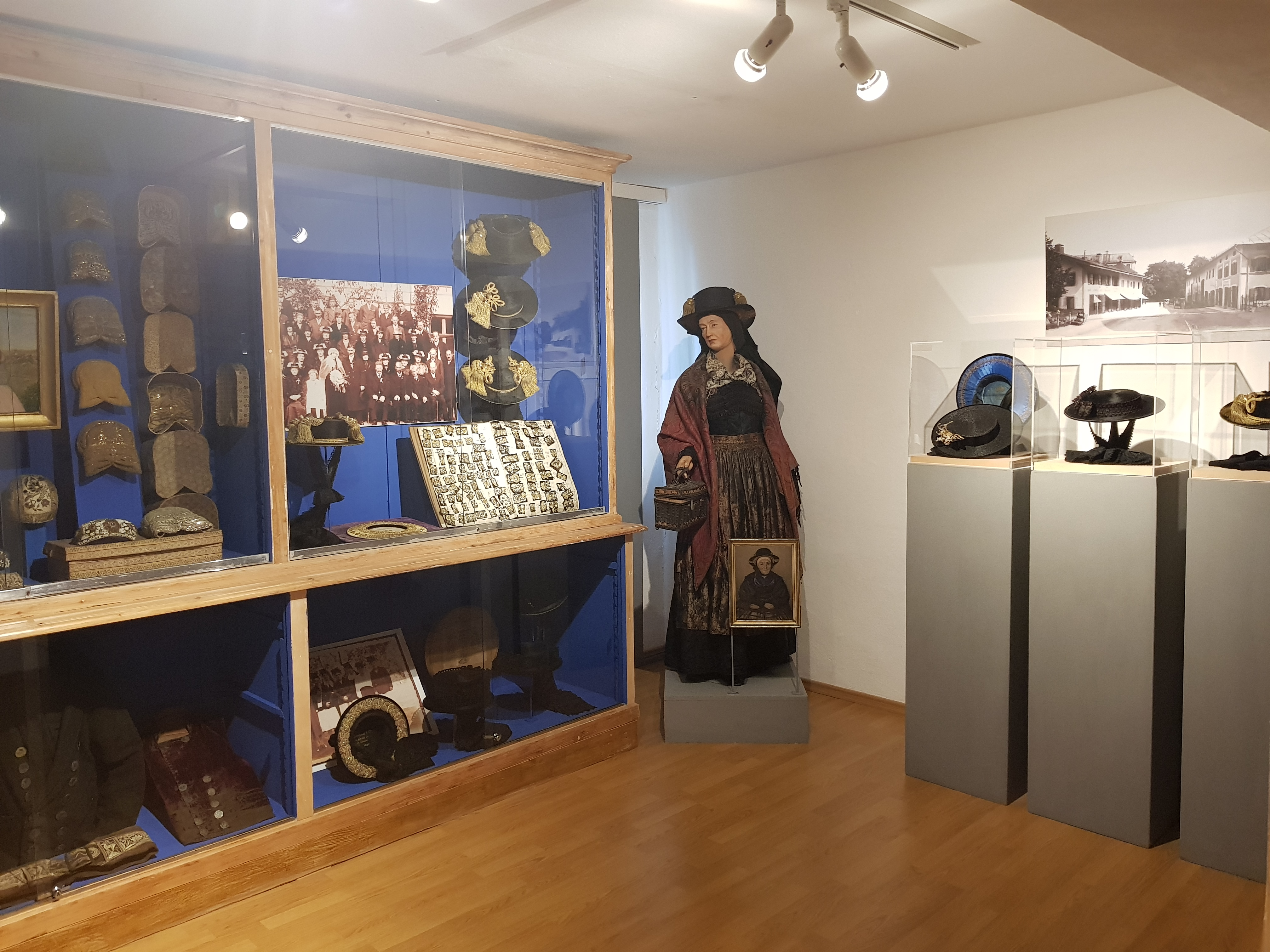
Prämierte Ausstellung zum Priener Hut

Die Themen der Ausstellungen haben sich über die Jahrzehnte hinweg verändert. Heute sind die verschiedenen Ausstellungsthemen auf 20 Räume verteilt. Die meisten Exponate stammen aus der Zeit um 1850. Anfang der 1980er Jahre bekam das Museum einen Meißner Kachelofen aus bürgerlichem Hause gestiftet.
Folgende Themen sind dargestellt: Bäuerliches Wohnen, Entwicklung der Chiemgauer Tracht, religiöse Kunst, Herrschaftsgeschichte, Eisenbahnbau 1860 und der frühe Tourismus,
die Wittelsbacher im Chiemgau, Galerie der Chiemseemaler, lokale Tierwelt, Fischerei am Chiemsee, Handwerkskunst
2018 erhielt die Ausstellung zum Priener Hut die Auszeichnung „100 Heimatschätze“ der Bayerischen Staatsregierung. Sie zeigt die Entwicklung des anfänglichen Strohhuts zum historischen Trachtenhut.
Im Speicher des Museums ist der letzte erhaltene Chiemseeeinbaum (um 1850) ausgestellt. Er hat, obwohl später gekürzt, eine Länge von acht Metern. Vom Chiemsee sind bis heute sechs Einbäume bzw. Einbaumfragmente bekannt. Drei davon sind im Heimatmuseum Prien aufbewahrt. Thematisch begleitet wird das Exponat von historischen Fanggeräten.
Das Museum zeigt Zeichnungen und ein Modell der Priener Turmverschiebung von 1736. Dabei wurde der 40 m hohe Turm unzerlegt auf Walzen auf die Westseite der Kirche versetzt.

## Galerie der Chiemseemaler

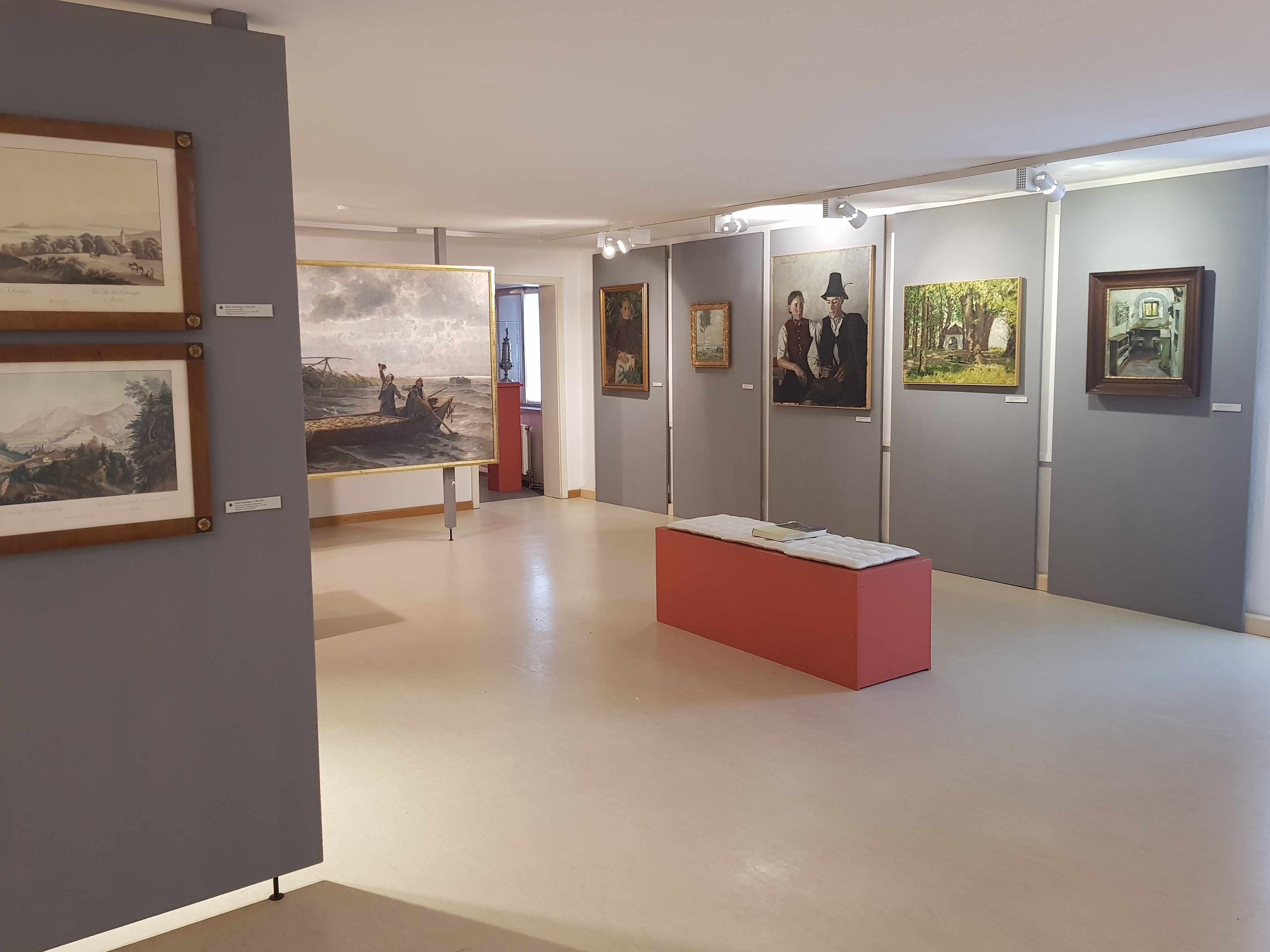
Galerie der Chiemseemaler

Seit Gründung des Museums 1913 bestand der Wunsch, dass Werke der sogenannten Chiemseemaler ausgestellt werden. Museumsgründer Lorenz Hartinger formulierte es so: „Es seien aber nicht allein diejenigen Künstler anzusprechen, denen der Chiemsee Motiv […] war, sondern alle Künstler, […] die […] um den Chiemsee malten oder sonst mit unserer Heimat in Verbindung standen.“ Den Grundstock bildeten 16 Gemälde aus dem Freundschaftskreis „Bären und Löwen“, in dem unter anderem Maler, Beamte und Bürger verkehrten. Adäquate Maler wurden mit der Bitte um Werke angeschrieben. So waren seit Anbeginn beispielsweise folgende Maler vertreten: Hugo Kauffmann, Hermann Kauffmann, Julius Frank, Carl Roux, Felix Schlesinger, Julius Noerr, Wilhelm Marc, Heinrich Heidner.
Zahlreiche weitere folgten.
Die erste freie Kunstausstellung in Deutschland nach dem Zweiten Weltkrieg fand im August 1945 in Prien statt. Es stellten zahlreiche Künstler aus, die während der Zeit des Nationalsozialismus keine Ausstellungsmöglichkeit hatten.
Die vorhandenen Räume im Heimatmuseum reichten bald für die damals 300 Exponate nicht mehr aus. Daher wurde die Gemäldesammlung 1985 aus Platzgründen in die Galerie im Alten Rathaus verlegt. Heutzutage befinden sich die Bilder der Chiemseemaler im Anbau des historischen Museumsgebäudes. Dort ist das Sujet streng regionalbezogen, während die Rathausgalerie allen Themen offensteht. 2012 wurde die Gemäldesammlung des Museums neu aufgestellt. Die historische Galerie zeigt heute Werke von 1800 bis zur Gegenwart.

## Galerie

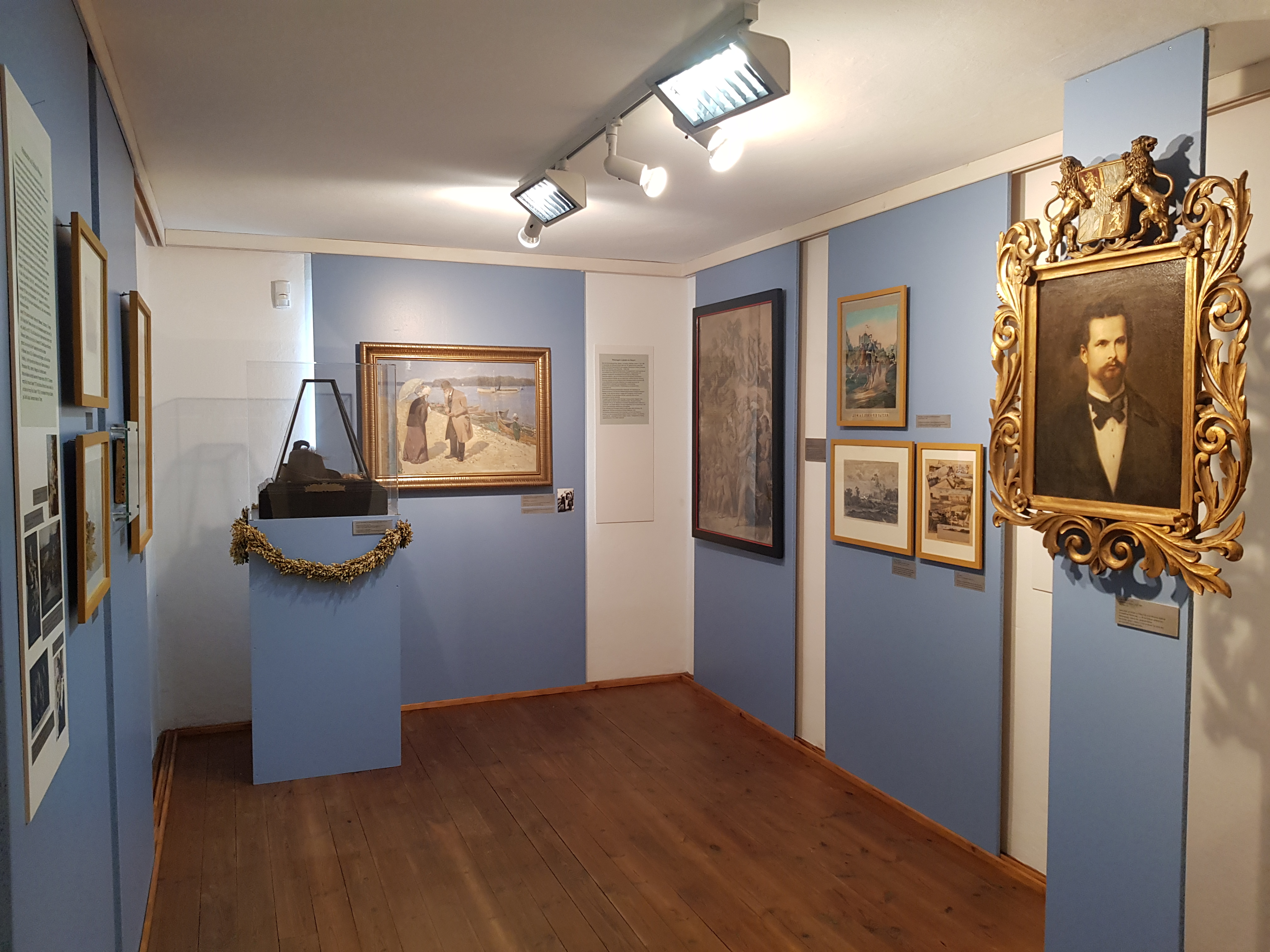
Ausstellung Wittelsbacher im Chiemgau
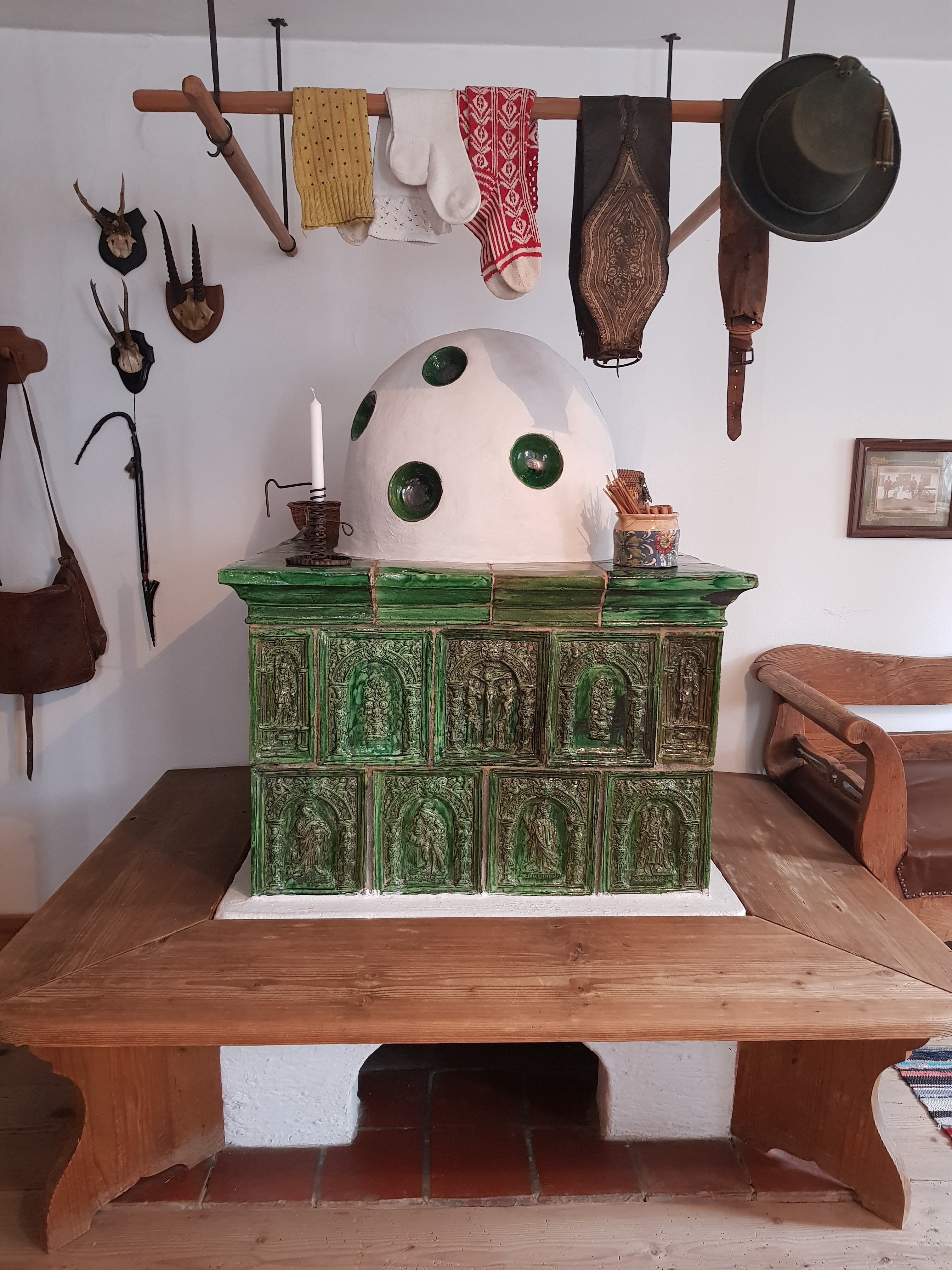
Kachelofen von der Fraueninsel aus dem 17. Jhd.
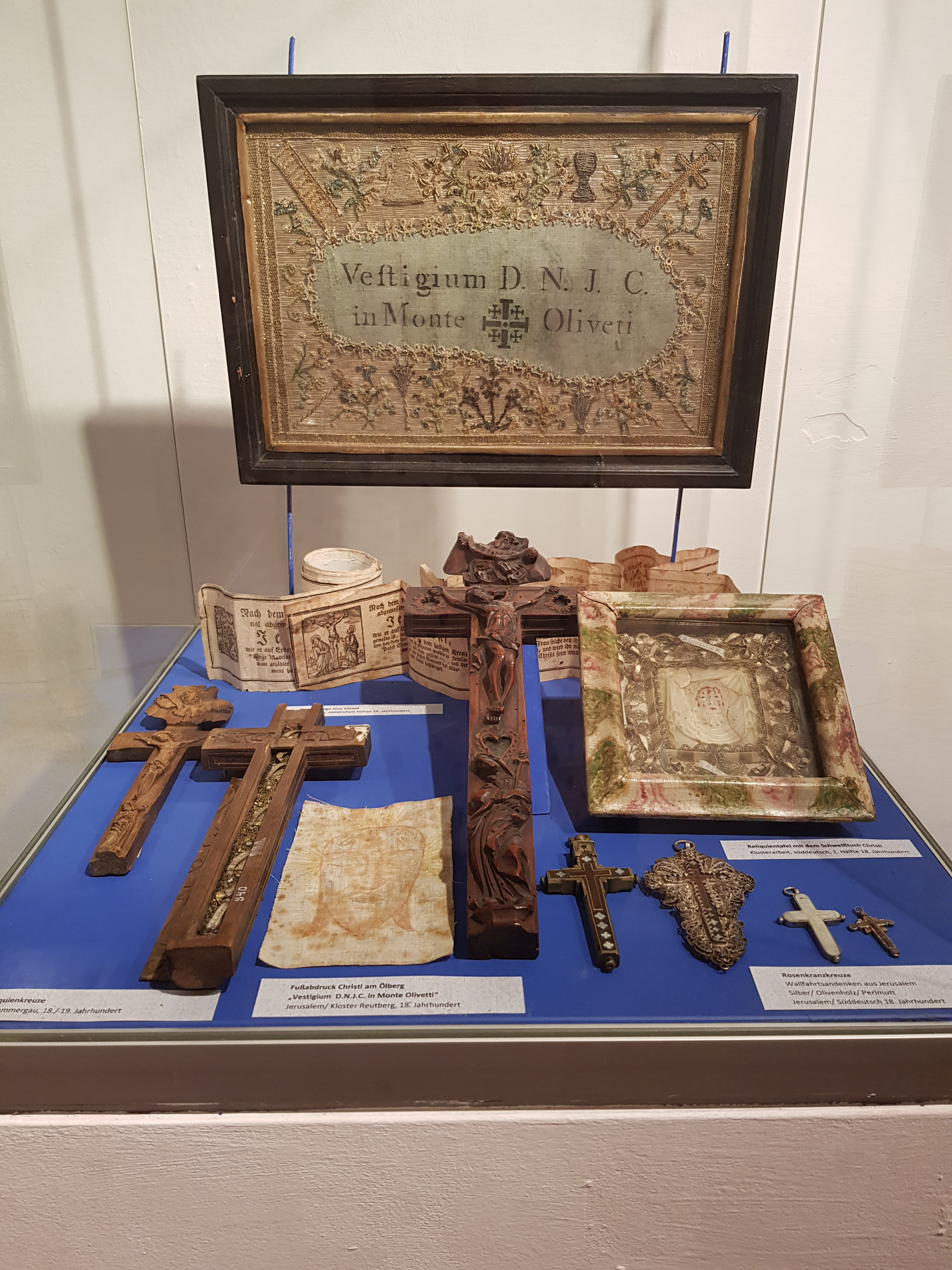
Ausstellungsvitrine zur religiösen Kunst
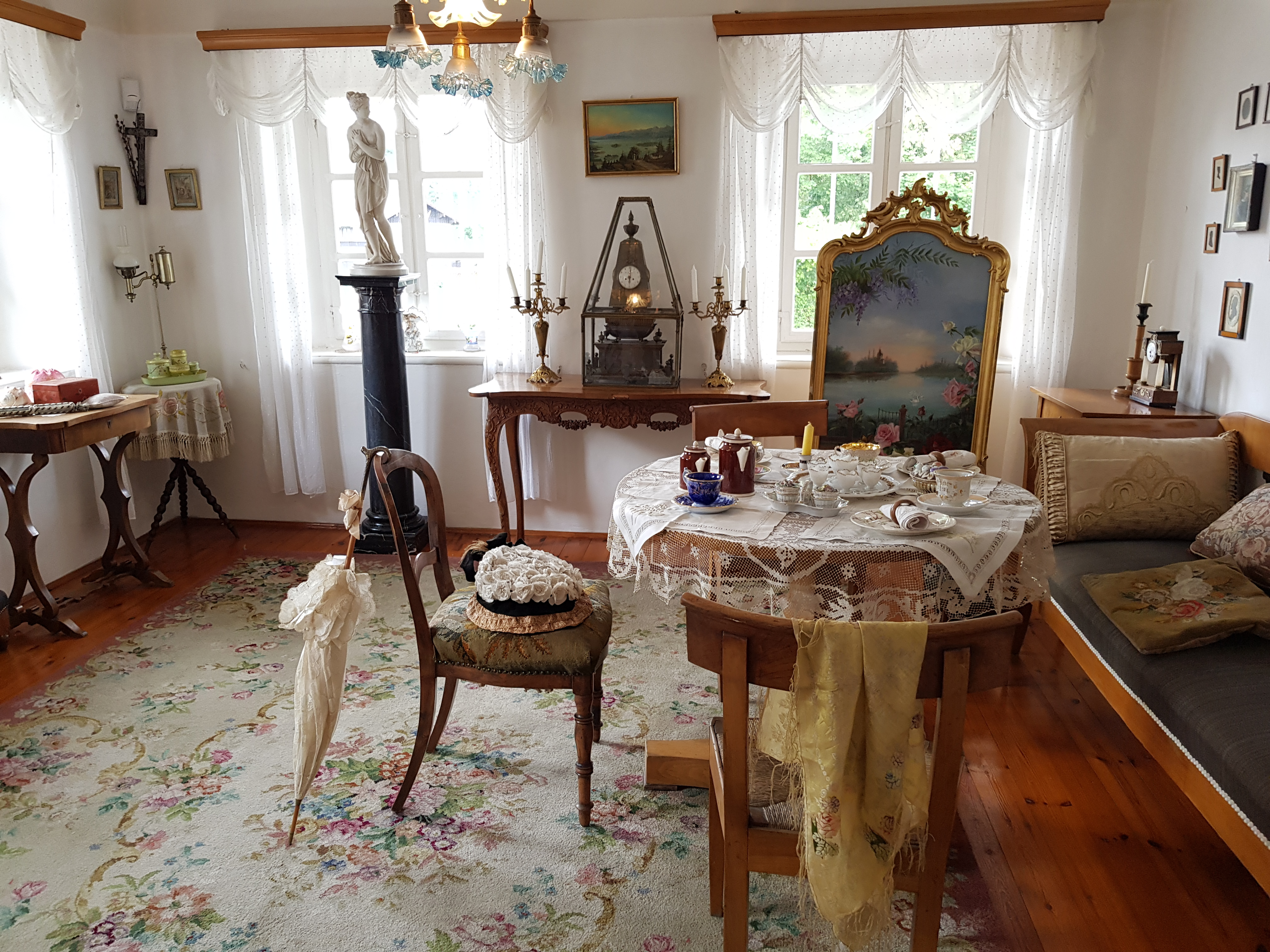
Wohnstube bürgerlicher Wohnkultur aus dem 19. Jhd.